# Chironomus dissidens
Chironomus dissidens är en tvåvingeart som beskrevs av Walker 1856. Chironomus dissidens ingår i släktet Chironomus, och familjen fjädermyggor. Arten är reproducerande i Sverige.